# ラクシュミー
ラクシュミー（梵: लक्ष्मी、Lakṣmī）は、ヒンドゥー教の女神の一柱で、美と富と豊穣と幸運を司る。

## 容姿
蓮華の目と蓮華の色をした肌を持ち、蓮華の衣を纏っている。4本の腕を持ち、持物は水蓮。一部画像では貯金箱を持ち、彼女の手から金貨が溢れ出ている。水に浮かんだ紅い蓮華の上に乗った姿で描かれる。

## 神話
乳海攪拌の際に誕生した。ヒンドゥー教の最高神の1人ヴィシュヌの妻とされており、数多くあるヴィシュヌの化身と共に、ラクシュミーも対応する姿・別名を持っている。幸運を司るため、移り気な性格であるともいわれる。ラクシュミーが誕生した時、アスラたちが彼女を手に入れようとしたが、失敗に終わった。あるアスラはラクシュミーを捕まえることに成功し、頭の上に乗せたが、その途端に逃げられた。かつてはインドラと共にいたこともあったが、インドラでさえラクシュミーを自分の元に留めておくためには、彼女を4つの部分に分けなければならなかったという。
なお、ラクシュミーはアラクシュミーという不幸を司る女神を姉に持つともされ、ヴィシュヌの妻になる際に「私があなたの妻になる条件として姉にも配偶者を付けるように」とヴィシュヌに請願し、ある聖仙（リシ）とアラクシュミーを結婚させ、晴れてヴィシュヌとラクシュミーは一緒になったという神話も一方で残っている。

## 信仰
10月末から11月初めのインド暦の第7番目の月における初めの日「ディワーリ」（दिवाली, diwāli/दीपावली, Dīpāvalī）は、ラクシュミーを祝うお祭りである。
仏教にも取り込まれて吉祥天と呼ばれている。福徳安楽を恵み仏法を護持する天女とされる。また、弁才天（サラスヴァティー）と混同される場合がある。

## 別名
- シュリー（श्री, Śrī） - 吉祥。
- パドマーヴァティー（पद्मावती, Padmāvatī） - 蓮を持つ女性。
- チャンチャラ (चञ्चल、Cañcala) - 幸運の女神。

## ラクシュミーを扱った画像

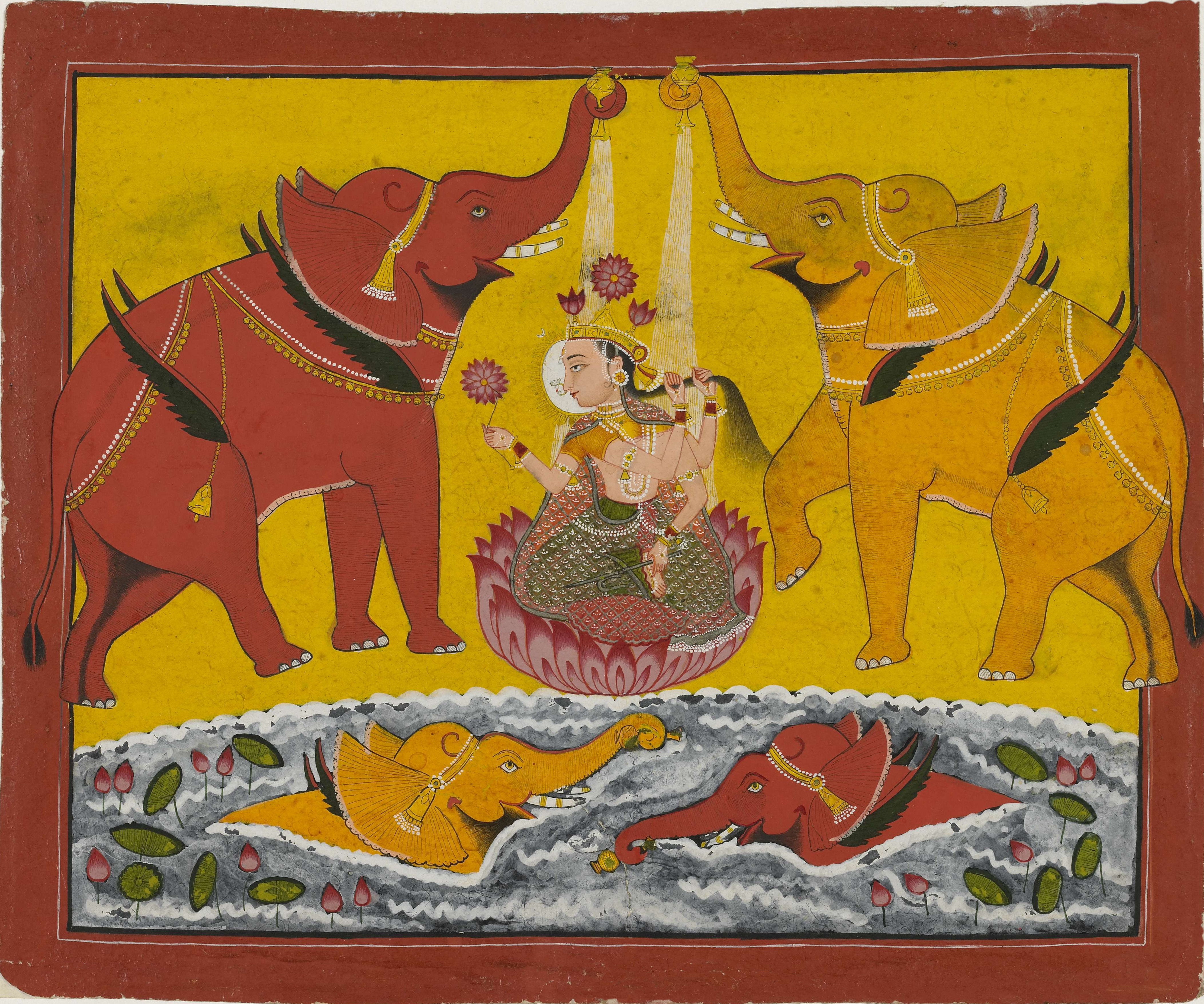
ラクシュミーの絵画（1780年頃）
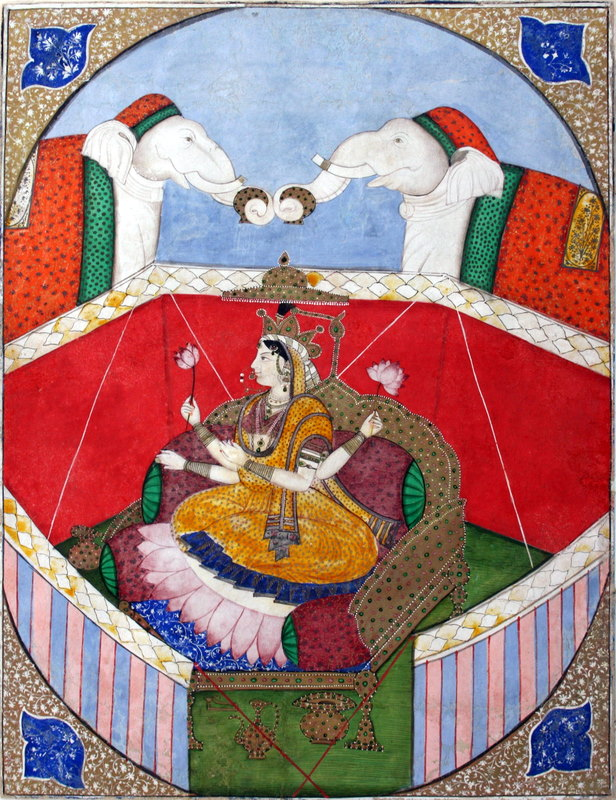
19世紀初頭の絵画
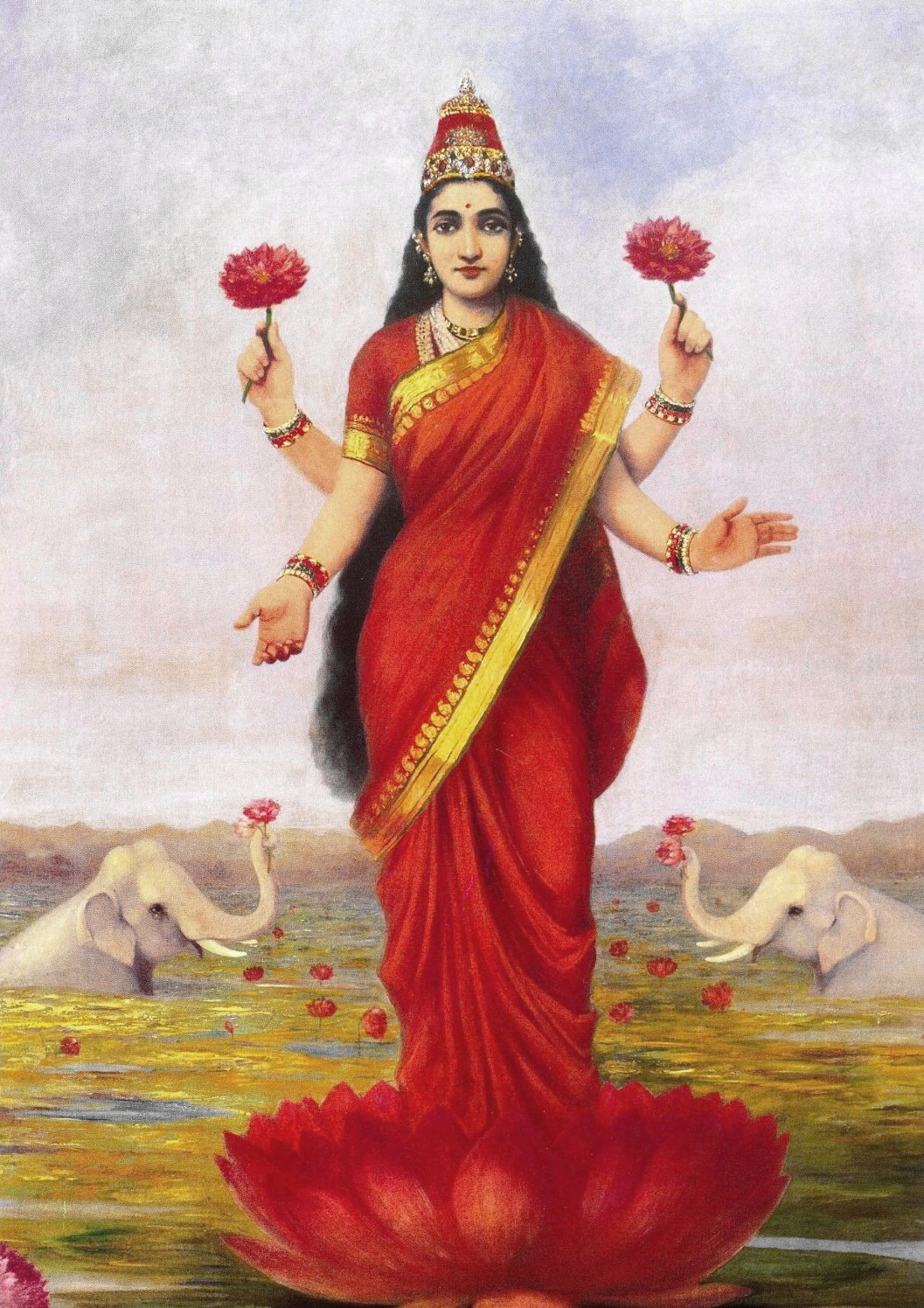
ラヴィ・ヴァルマによるラクシュミーの絵画（1896年）
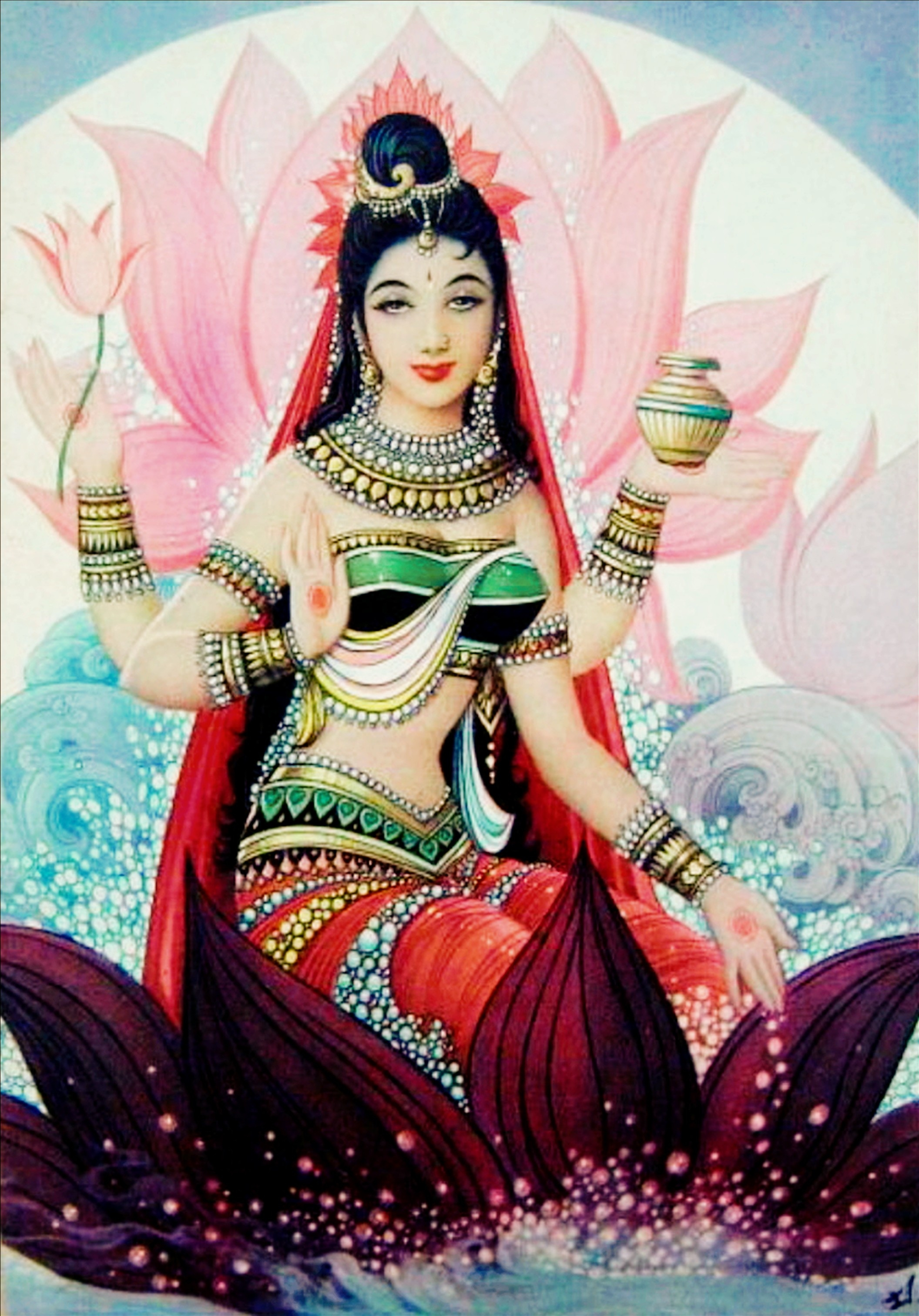
バザールの絵画・1940年代
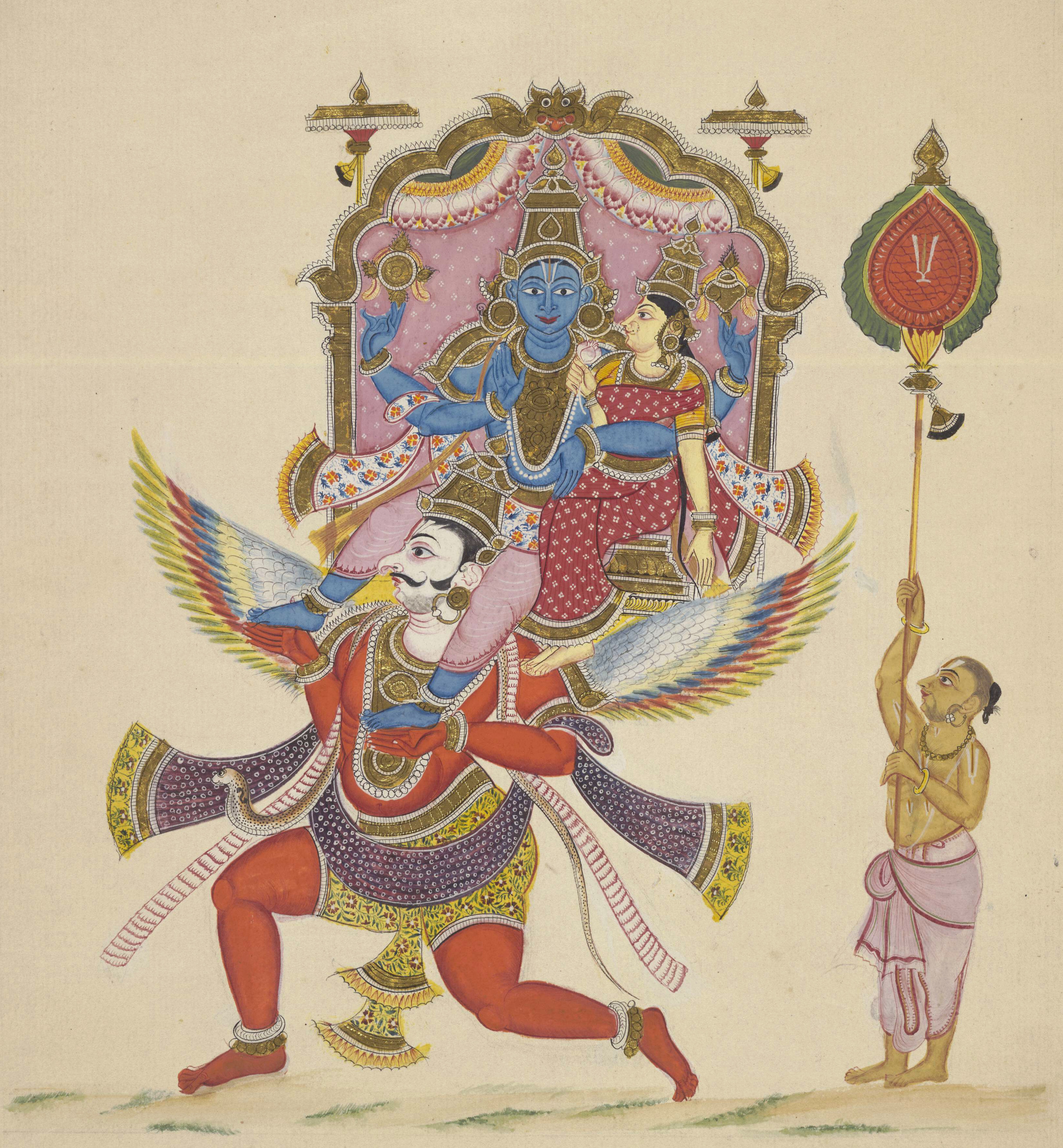
ガルダの上に乗るラクシュミーと夫ヴィシュヌ（1820年頃）
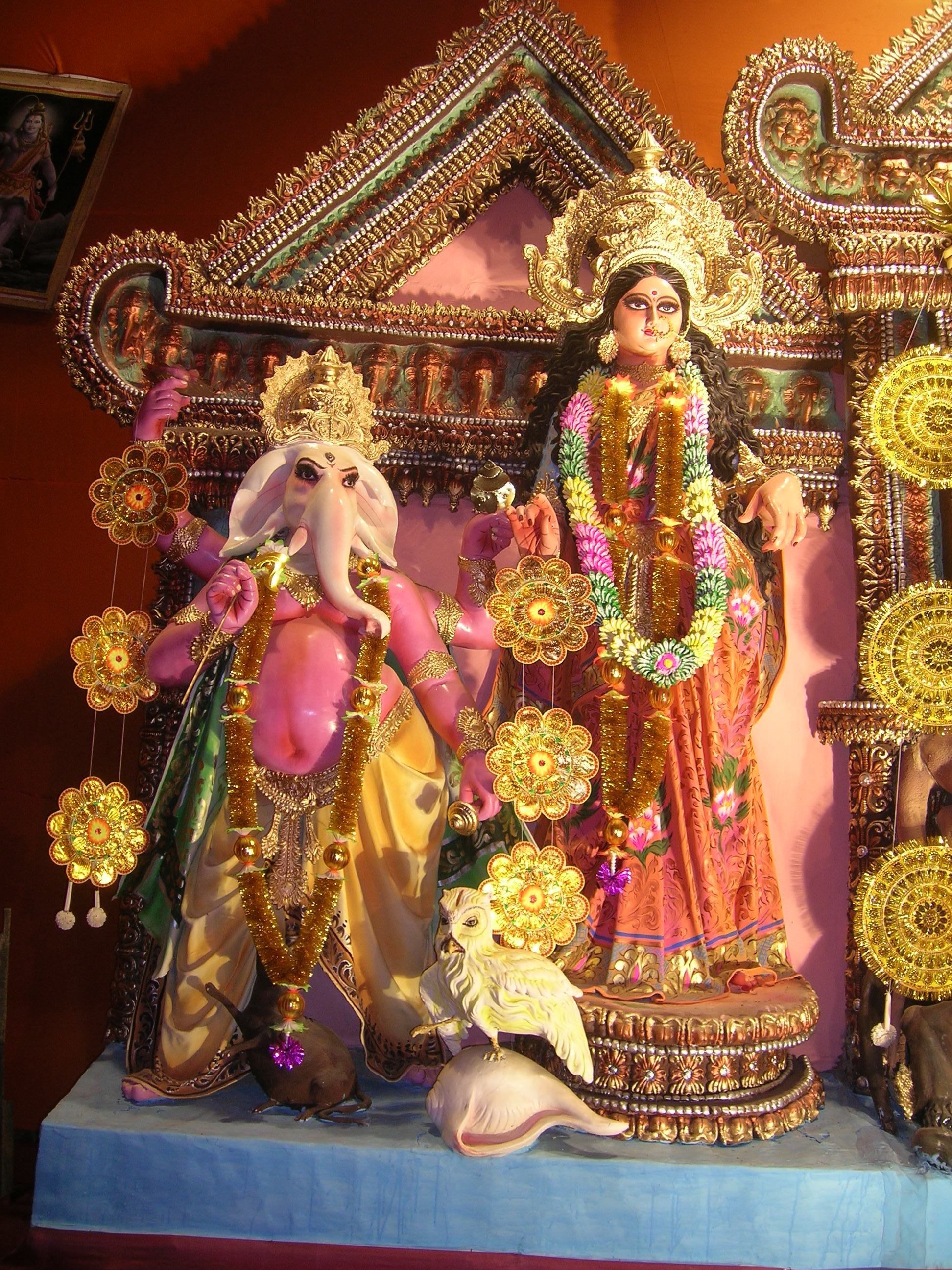
象頭神ガネーシャとラクシュミーの彫像（インド・コルカタ）
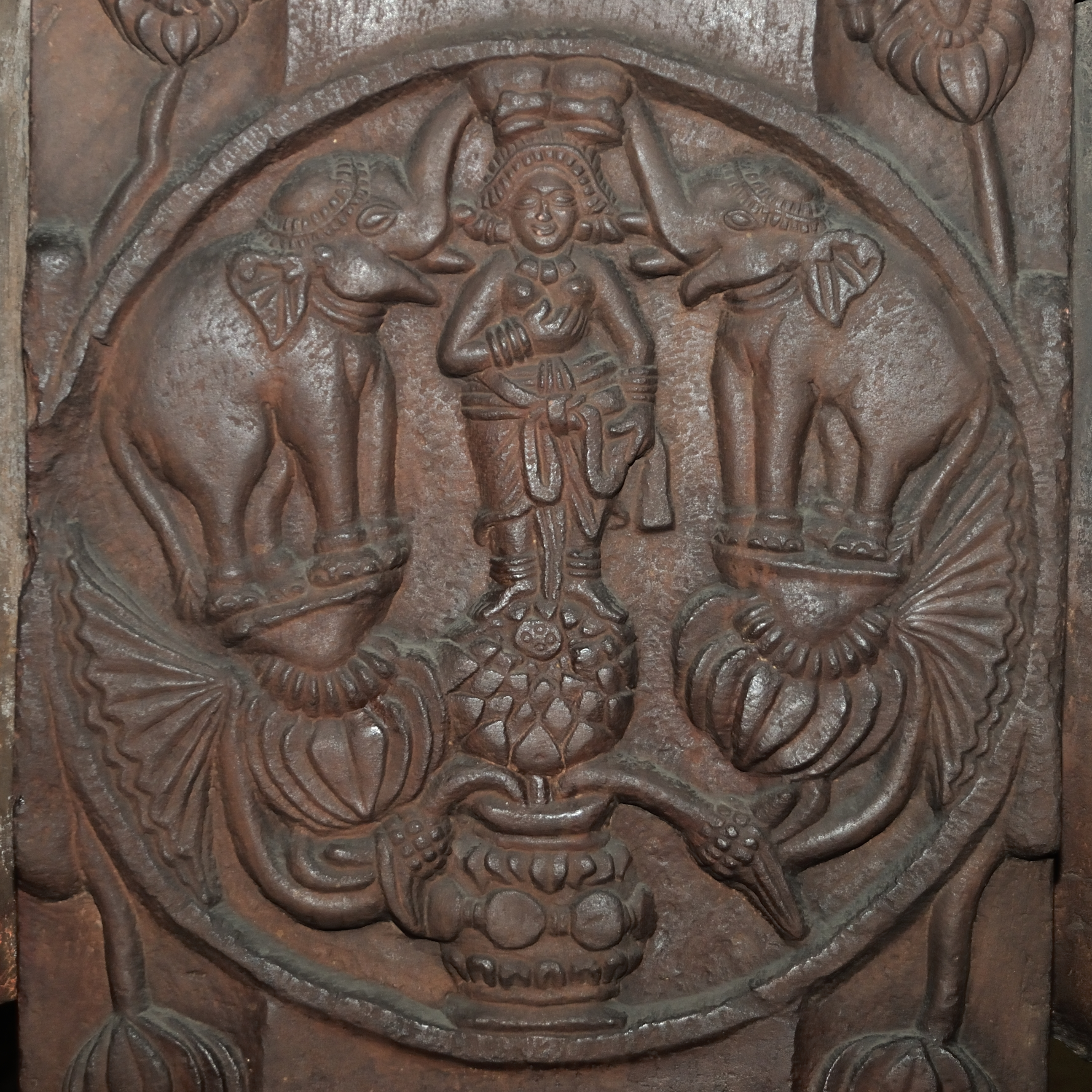
ストゥーパの彫物（インド・紀元前2世紀）
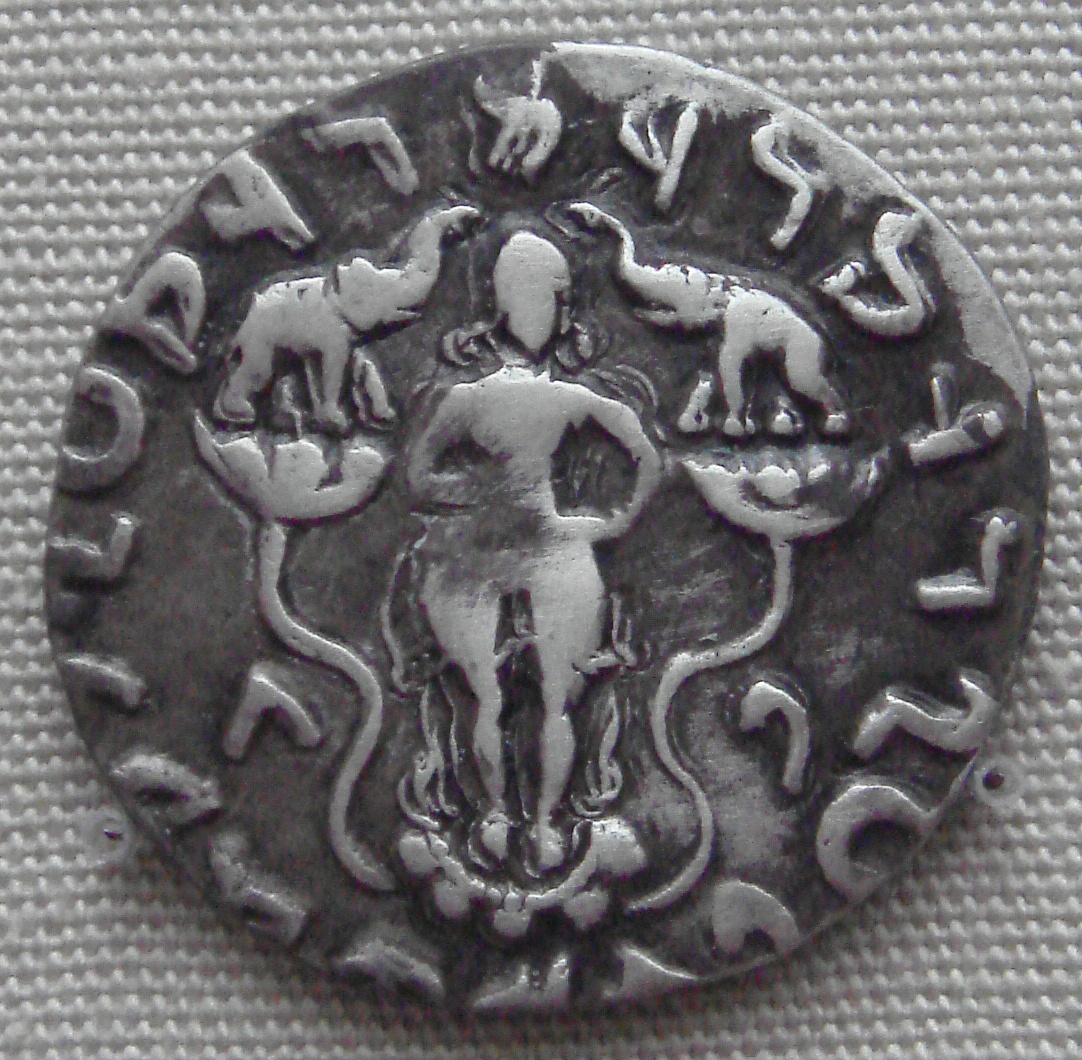
ガンダーラのコイン（紀元前1世紀）
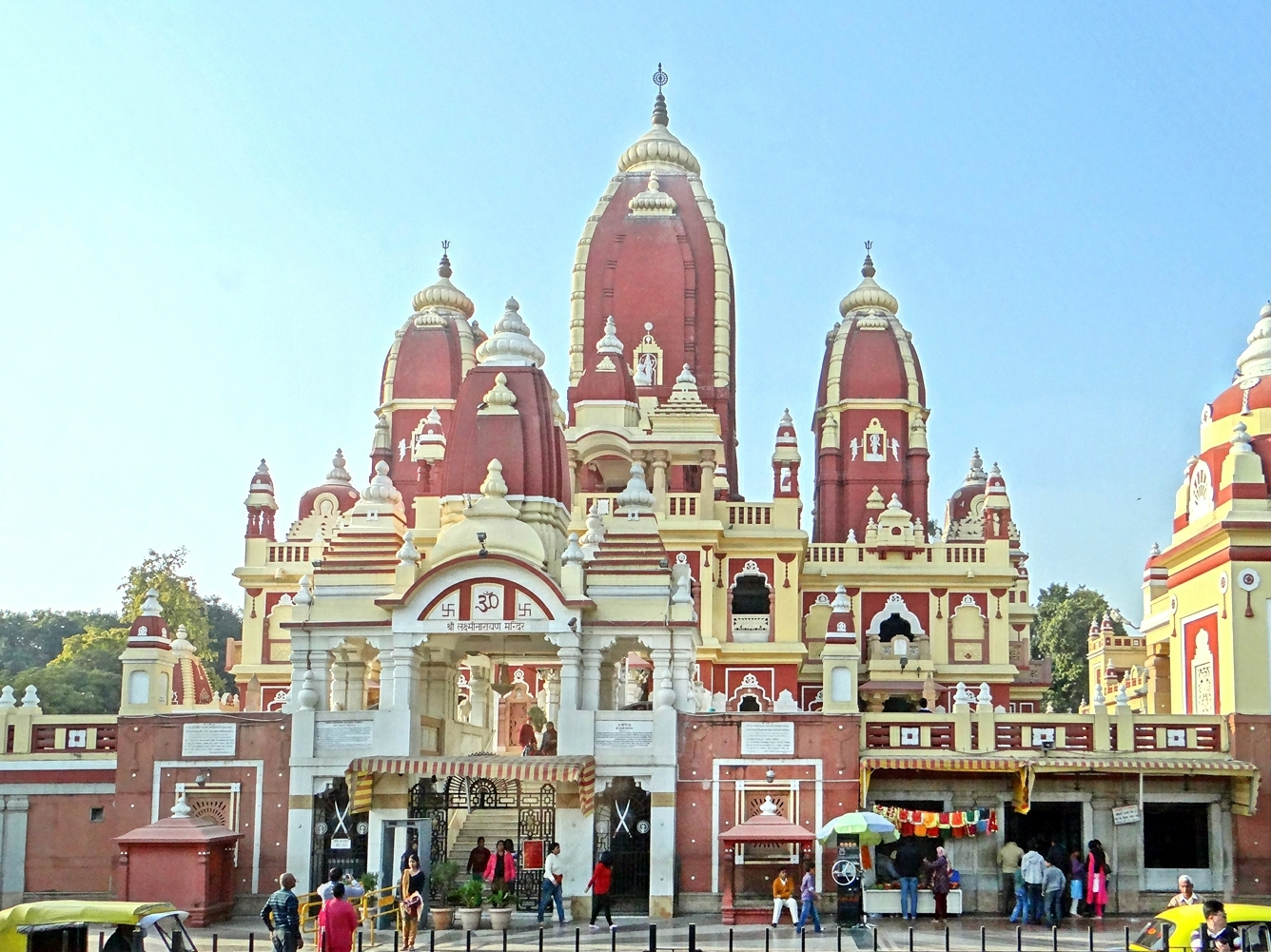
ラクシュミーを祀る寺院（インド・デリー）